# Трап (храна)
Трап је помоћни објекат, место или привремено складиште за чување и конзервисање хранљивих намирница. Трапљење спада у један од најстаријих и некада веома распрострањих начина чувања намирница у зимском периоду. Обично се прави у дну баште, у подруму – зевнику или у за ту сврху обезбеђен простор у близини куће. Велики пољопривредни произвођачи данас за чување својих производа користе хладњаче, док трапове још увек користе само мања домаћинства.

## Воће и поврће за трап
У трапу се обично чува већа количина кртоластог поврћа, начешће кромпира затим свеж купус, репа, шаргарепа, першун, крушке, јабуке и друго. Смештањем у трап одржавају се свежина и њихове хранљиве вредности, све до пролећа. Све што се спрема у трап мора да буде суво, неоштећено и без лишћа. Може да се трапи свака засебно, али је најпрактичније да стоје разне врсте заједно, на истом месту, тако да је током зиме трап довољно отворити само на једном месту.

## Прављење
Трап се прави тако да вода у њега не може да уђе, али је за одржавање одређених намирница потребна и влага. Без обзира на спољашње температуре, у трапу је она иста током читаве сезоне и требало би да износи 2—3 °C. Прави се по сувом времену, крајем октобра, до почетка децембра. Копа се неколико дана пре стављања воћа или поврћа на чување. Земљиште се најпре очисти од од биљних отпадака, после чега се преоре и изравна. Воће или поврће се слаже растресито или у редове, са или без преслојавања песком.
Трапови могу бити на површини, полуукопани или укопани у земљи. Заједничко за све типове је да су делом укопани у земљу и прекривени њом. Праве се на терену где нема опасности од површинских и подземних вода, ниво подземне воде треба да је најмање 30 cm нижи од дна трапа. Земљиште треба да је суво, оцедито са благим нагибом због бољег отицања воде. У исту сврху се дужа страна трапа се поставља у правцу нагиба терена. На равном терену, надземни трап треба поставити у правцу најчешћих ветрова, како би се спречило брзо хлађење.
Укопани трап је у ствари канал напуњен плодовима и прекривен слојем земље. Приликом избора места за ову врсту трапа најбитније је да земљиште нема подземних или надземних вода. Препоручују се димензије: ширина 50-100, дубина 35-100 cm и произвољне дебљине. Између плодова се препоручује постављање слоја чистог, умерено влажног песка, који спречава ширење евентулних болести, испаравање воде и претерано загревање. Напуњен трап се прекирива сламом, а потом се затвара земљом. С обзиром да је температура у трапу под директним утицајем температуре земљишта, избор дебљине трапа зависи од јачине зиме.
Надземни трап се са свих страна облаже дебљим слојем сламе, док остали трапови могу бити озидани каменом, или обложени даскама, преко чега се слаже слој бусења. Облагање се врши да намирнице не би дошле у контакт са земљом и попримиле њен мирис. Пре него што почну да се ређају плодови, код надземних трапови се додају хоризонталне цеви, који стоје испод масе плодова, док се на свака 2—3 метра постављају вертикалне цеви за вентилацију, које се изводе напоље, на површину. На крају, око трапа се ископа канал за отицање сувишне воде. Вентилација је неопходна би се одржала потребна температура и влага и посебно при вишим температурама да би спречила труљење, јер утрапљени плодови ослобађају топлоту, угљен-диоксид и воду. На овај начин плодови коренастог поврћа могу да се сачувају све до краја марта. На сламу се ређају разни плодови, који се такође покривају тањим слојем сламе, а затим се све покрива земљом.
Код надземних трапова воће и поврће је под већим утицајем спољашње средине, посебно ветра, што захтева и бољу заштиту. Често је величина трапа условљена врстом воћа или поврћа који се у њега смештају.

## Одржавање
Током чувања у траповима, неопходно је редовно контролисати температуру, у почетку се мерења врше сваки дан, а касније једном недељно, када се температура устали. Контрола температуре у трапу врши се спуштањем термометра кроз вертикалну вентилацију, а регулација температуре врши се отварањем или затварањем вентила. Више температуре у трапу указују на појаву могуће болести или труљење.